# حزقيال كارلوس ناخيرا
حزقيال كارلوس ناخيرا (بالإسبانية: Juan Carlos Nájera)‏ هو منافس ألعاب قوى غواتيمالي، ولد في 13 فبراير 1981.

## وصلات خارجية
- حزقيال كارلوس ناخيرا على موقع الاتحاد الدولي لألعاب القوى (الإنجليزية)